# Čačalaka obecná
Čačalaka obecná (Ortalis vetula) je druh hrabavého ptáka z čeledi hokovití, který se vyskytuje ve Střední Americe. Je to jediný druh čačalaky, jejíž areál výskytu zasahuje až do Spojených států amerických (jižní Texas). 

## Systematika
Za formální autoritu druhu se považuje německý ornitolog Johann Georg Wagler, který druh popsal v roce 1830. Čačalaka obecná se řadí do rodu Ortalis (česky čačalaka). Druhové jméno vetula pochází z latiny, ve které znamená „stará žena“.
Rozeznávají se 4 poddruhy s následujícím rozšířením:
- O. v. mccalli Baird, SF, 1858 – jižní Texas, severovýchodní Mexiko;
- O. v. vetula (Wagler, 1830) – východní Mexiko po severozápadní Kostariku;
- O. v. pallidiventris Ridgway, 1887 – severní Yucatán;
- O. v. deschauenseei Bond, J, 1936 – ostrov Utila (při Hondurasu).

## Výskyt

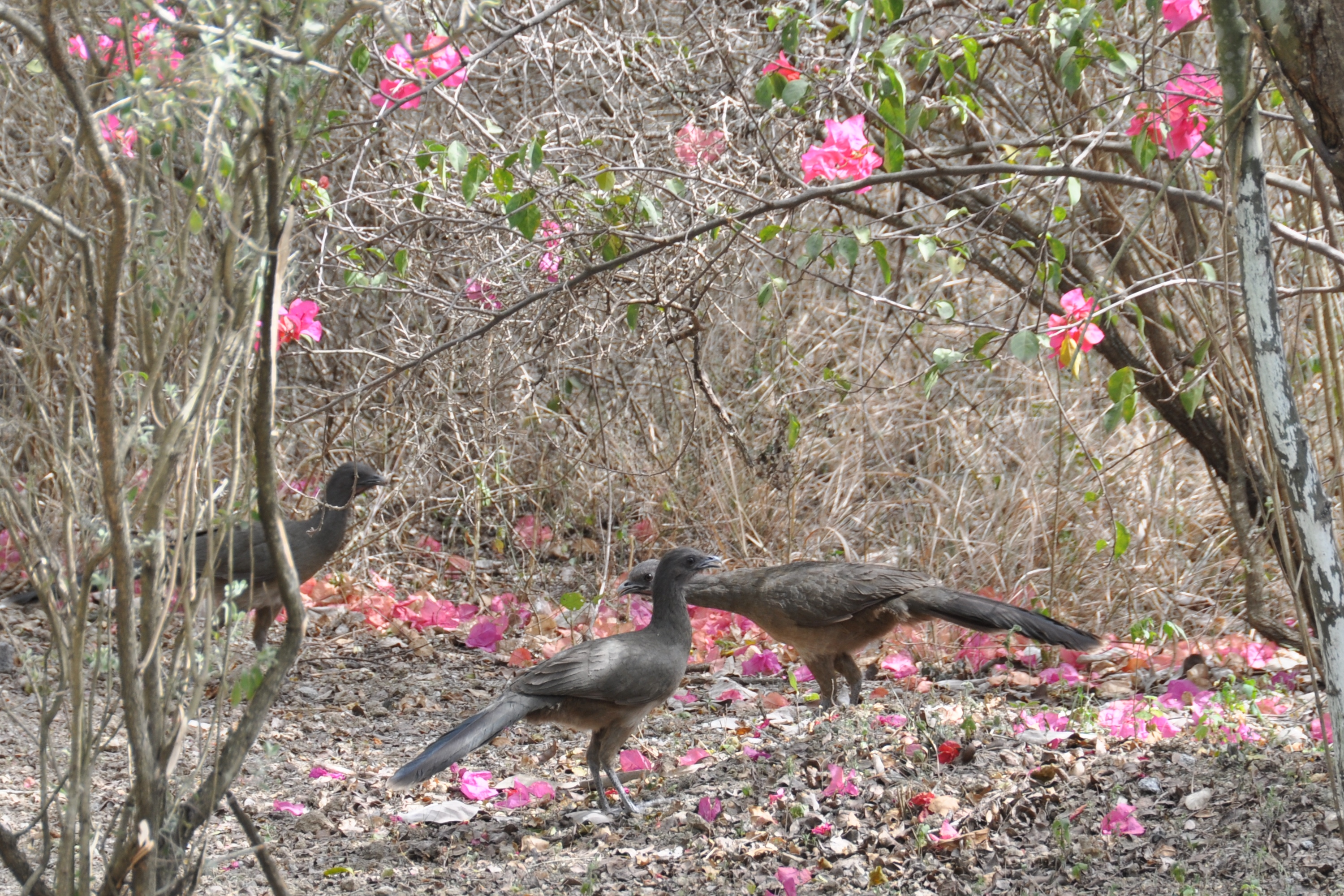
Skupinka čačalak při krmení při zemi (Mexiko)

Areál rozšíření zahrnuje východní pobřeží Střední Ameriky od Kostariky a Nikaraguy na sever po Mexiko a dokonce i jižní Texas. Jedná se o jedinou čačalaku vyskytující se na území Spojených států amerických. Stanoviště druhu tvoří lesy a vysoké křoviny spolu s dobře zarosteným semiurbnánním prostředím. Celková populace druhu se odhaduje hrubě na 2 miliony dospělců.

## Popis
Jedná se o statně stavěnou, převážně hnědou až olivově zelenou čačalaku. Dosahuje délky těla 51–58 cm, rozpětí křídel 61–68 cm a váhy 550–575 g. Má zaoblená křídla a relativně dlouhý krk. Zahnutý statný zobák připomíná zobák slepice. Oči jsou tmavé, ocasní pera výrazně velká s bílým zakončením. U samců se v době hnízdění se vyvíjí nápadná růžová až načervenalá oblast neopeřené kůže na hrdle a tvářích.

## Biologie a ekologie
Obyčejně se jedná o plachého ptáka, avšak v některých městech a parcích Texasu se některé populace dosti zkrotčily. Žije převážně ve stromoví a jen příležitostně slétává na zem, kde podniká prachové koupele. Čačalaka obecná bývá po celý rok poměrně hlasitá, nejvíce za soumraku a za úsvitu v době hnízdění. Vydává drsné kdávaké ča-ča-lak, ča-ča-lak. Živí se bobulemi, ovocem, semeny, listy, pupeny i hmyzem.

### Hnízdění
Hnízdí od dubna do července. Hnízdo z větviček, listí a mechu si staví na nízkých stromech v blízkosti vody. Samice snáší 2–3 vejce. Na vejcích sedí pouze samice po dobu 22–27 dní. Prekociální ptáčata zůstávají na hnízdě po dobu 3–4 dnů. Rodiče je krmí regurgitací potravy. Dožívá se až 8 let.